# Перезвоны (журнал)
«Перезвоны» — литературно-художественный журнал, выходивший в Риге с 1925 по 1929 год под редакцией предпринимателя и просветителя Сергея Александровича Белоцветова.

## История создания
Всего вышло 43 номера этого журнала, основной целевой аудиторией которого являлась русскоязычная публика Латвии межвоенного периода. Издание этого популярного литературного журнала было возможным благодаря финансовой активности предпринимателя Николая Белоцветова, брата главного редактора и руководителя рижского акционерного общества «Саламандра». На деньги «Саламандры», некоторая часть фондового капитала которой (сохранённая ещё с дореволюционного периода) была размещена на территории Дании, издавалась также популярная латвийская русская газета «Сегодня», являвшаяся одной из самых читаемых в русской эмиграции. Также акционерное общество спонсировало издание газеты «Слово», которая впоследствии стала основным конкурентом «Сегодня» в контексте обострившейся к 1925 году борьбы за русскоязычного читателя. Общество «Саламандра» также помогало издавать менее известные журналы «Юный читатель» и «Новая неделя».

## Причина закрытия
В 1929 году «Саламандра» по причине убыточности прекратила своё существование, успев издать 11 книг. Одновременно с ликвидацией акционерного общества «Саламандра» прекратил своё существование и журнал «Перезвоны». Тем не менее фактическим идейным вдохновителем и руководителем издания до 1927 года был известный писатель и литературный критик Борис Константинович Зайцев. 

## Изменения
По существу, журнал представлял собой семейный еженедельник для коллективного чтения, выдержанный в лучших традициях памятного многим дореволюционного уклада, предполагавшего совместное семейное времяпровождение, сопряжённое с интеллектуальными литературными беседами. Первый номер этого литературно-художественного журнала увидел свет 8 ноября 1925 года. Вплоть до конца февраля 1926 года журнал выходил в формате еженедельника, а уже начиная с четырнадцатого номера журнал стал выходить два раза в месяц, а уже с начала 1927 года он выходил только раз в месяц. Подобная деволюция была вызвана нехваткой финансовых ресурсов, которая больно ударила по некоторым периодическим изданиям на русском языке, уступавшим в популярности одному из ведущих русскоязычных эмигрантских СМИ — газете «Сегодня». На протяжении двух лет, с 1928 по 1929 год, вышло в свет всего два номера журнала «Перезвоны».

## Рубрики и отделы
В журнале было несколько постоянных отделов и рубрик, каждая из которых в соответствии с канонической структурой периодического издания того времени была рассчитана на определённую категорию читателей. Практически в каждом номере печатались увлекательные статьи, связанные с искусством и стариной, которую вёл профессор Н. И. Мишеев. Детский уголок, являвшийся одним из самых привлекательных отделов в журнале «Перезвоны», вёл священнослужитель Михаил Бурнашев. Наконец, весь литературный отдел был поручен Борису Зайцеву, который прекратил публиковаться в феврале 1927 года.

## Художественный облик
В разное время объём страниц колебался в диапазоне от 24 до 36 страниц. Представители редакции имелись в Эстонии, Литве, Польше, Финляндии, Чехословакии, Югославии, Болгарии, Франции, Германии, Египте, Турции, США и Китае. Особое внимание редакция журнала уделяла его художественному облику. Немало сделали для повышения художественного уровня «Перезвонов» такие прославленные российские художники, как «певец Латгалии» Сергей Виноградов, известный пейзажист Николай Петрович Богданов-Бельский, а также российский график и театральный художник Мстислав Валерианович Добужинский, член петербургского художественного объединения «Мир искусства»; с 1925 по 1939 год он постоянно проживал в Литве, однако принимал активное участие в создании художественного облика «Перезвонов». Благодаря деятельности этих трёх художников на страницах «Перезвонов» постоянно появлялись изображения патриархальной славянской природы, а также графические изображения элементов русской старины, на которую в журнале был сделан акцент. Автором цветной стилизованной обложки «Перезвонов» был Мстислав Добужинский. По существу она представляла собой символическое отображение ушедшего образа жизни, своего рода мотив «перезвонов» дореволюционной классической русской культуры, вынужденной пребывать в изгнании, но не утрачивать, а наоборот, приумножать свой духовный потенциал: на обложке журнала было изображено дерево с колоколами на ветвях, которое произрастает из чужой почвы. На ближнем фоне перед читателем представало панорамическое изображение «сорока сороков», также являвшееся одним из символов непреходящей ценности русского культурного наследия.
Об особом отношении к концепту живописи и художественного изображения действительности говорит то, что приблизительно треть всех номеров журнала «Перезвоны» (даже немного больше) была посвящена объёмным очеркам и статьям, связанным с творчеством и личностями признанных мастеров русской живописи: на страницах журнала были представлены увлекательно написанные жизнеописания таких художников, как Богданов-Бельский, Добужинский, Виноградов, Михаил Васильевич Нестеров, Константин Коровин, Виктор Васнецов, а также Левитан, Верещагин, Суриков, Рерих, Кустодиев, Перов, Репин, Куинджи, Билибин и других.

## Набор актуальных тем
Некоторое количество номеров было связано со значимой для русского эмигрантского мироощущения культурно-исторической темой, которая фактически красной нитью проходила через все номера «Перезвонов», напоминая о принадлежности читателей-мигрантов к богатому культурно-ценностному пласту. Так, ряд номеров был посвящён таким урбанистическим топосам, как Москва, Новгород, Псков и Киев; один номер был связан с достижениями в области светского и религиозного деревянного зодчества; также был номер, посвящённый русской иконописи. Вышел номер, связанный с темой Эрмитажа, а также номер, в котором приводилось описание подмосковных усадеб. Можно упомянуть и тему казачества и судеб его представителей, часто поднимавшуюся Иваном Лукашом, Александром Куприным, Петром Красновым и другими авторами «Перезвонов», имевшими казачье происхождение.
Эксклюзивный выпуск журнала «Перезвоны» (№ 32) был посвящён традиции празднования Дня русской культуры в межвоенной Латвии. № 38 был посвящён Крыму. Планировался выпуск (№ 44), посвящённый особой культурной ситуации самобытной русской провинции республики, однако сорок третий номер «Перезвонов» оказался последним.

## Задачи и отзывы
Основной задачей, которую ставила перед собой редакция журнала, являлось достижение уровня национальной культурной и художественной трибуны русского народа в эмиграции, в основном, латвийской; в представлении редакторов и авторов, печатавшихся в перезвонах, необходимо было создать устойчивое представление о «Перезвонах» как о голосе русского слова. Именно поэтому редакция журнала всеми силами пыталась отстраниться от политической полемики, которая происходила на страницах других латвийских периодических изданий, пытаясь сплотить вокруг идеи «русскости» творческих людей, пользовавшихся известностью в эмигрантских кругах. Эта концепция оказалась практически до конца реализованной. В частности, об этой перспективной стратегии, которой руководствовалась редакция журнала, на его страницах писал философ Иван Ильин. Что касается критика и литературоведа Глеба Петровича Струве, то он упоминает о нарочитой ориентированности журнала на провинцию, что автоматически делает его провинциальным. В то же время, по его мнению, в репортажах авторов заметна популяризаторская нотка, что также можно причислить к тактическим недостаткам издания. Естественно, сами авторы-журналисты «Перезвонов» не раз выражали категорическое несогласие с точкой зрения, высказанной Струве в обзорной книге «Русская литература в изгнании».